# Andre Fortune
Andre Fortune, detto Dre (Raleigh, 3 luglio 1996), è un calciatore statunitense naturalizzato trinidadiano, centrocampista del Las Vegas Lights e della nazionale trinidadiana.

## Biografia
Anche suo fratello minore Ajani è un calciatore.

## Carriera

### Club
Nel 2011, ha svolto vari provini in Europa con importanti club, tra cui Barcellona, Manchester City e Tottenham. Ha anche fatto un provino con i N.Y. Red Bulls nel giugno 2015, ma ha deciso di non firmare con il club. Ha firmato il suo primo contratto da professionista negli Stati Uniti con i Rochester Rhinos, formazione della United Soccer League.
Nel 2017, ha firmato con il North Carolina, diventando il primo giocatore dell'accademia di sviluppo della squadra a firmare un contratto professionistico.
È stato nominato USL Championship Player of the Week della 14ª giornata della stagione 2019 dopo aver segnato due gol nella vittoria per 3-1 sui T.B. Rowdies. Ha vinto di nuovo il premio alla 24ª giornata dopo aver realizzato due gol e un assist nella vittoria per 5-0 sui Pittsburgh Riverhounds.
Nella stagione 2020, ha trascinato il North Carolina con le sue reti ed è stato nominato Offensive Player of the Year and Most Valuable Player della stagione.
L'11 maggio 2021, si è accasato al Memphis 901, sempre nella USL Championship.

### Nazionale
È nato negli Stati Uniti, ma ha scelto di rappresentare Trinidad e Tobago per via delle origini dei suoi genitori, giocando con l'Under-17 e l'Under-20.
Nel settembre 2019 è stato convocato in nazionale per le partite della CONCACAF Nations League contro la Martinica. Rimase in panchina per entrambe le partite, entrambe terminate in parità.
Ha esordito il 14 ottobre 2019 in un'amichevole contro il Venezuela ed è partito da titolare in un'amichevole contro l'Ecuador il 15 novembre 2019.

## Statistiche

### Presenze e reti nei club
Statistiche aggiornate al 18 febbraio 2022.
| Stagione              | Squadra               | Campionato            | Campionato | Campionato | Coppe nazionali | Coppe nazionali | Coppe nazionali | Coppe continentali | Coppe continentali | Coppe continentali | Altre coppe | Altre coppe | Altre coppe | Totale | Totale |
| Stagione              | Squadra               | Comp                  | Pres       | Reti       | Comp            | Pres            | Reti            | Comp               | Pres               | Reti               | Comp        | Pres        | Reti        | Pres   | Reti   |
| --------------------- | --------------------- | --------------------- | ---------- | ---------- | --------------- | --------------- | --------------- | ------------------ | ------------------ | ------------------ | ----------- | ----------- | ----------- | ------ | ------ |
| 2016                  | Rochester Rhinos      | USL                   | 9          | 0          | USOC            | 1               | 0               |                    | -                  | -                  |             | -           | -           | 10     | 0      |
| 2017                  | North Carolina        | NASL                  | 20         | 3          | USOC            | 2               | 0               |                    | -                  | -                  |             | -           | -           | 22     | 3      |
| 2018                  | North Carolina        | USL                   | 16         | 0          | USOC            | 3               | 1               |                    | -                  | -                  |             | -           | -           | 19     | 1      |
| 2019                  | North Carolina        | USLC                  | 26         | 8          | USOC            | 3               | 1               |                    | -                  | -                  |             | -           | -           | 29     | 9      |
| 2020                  | North Carolina        | USLC                  | 14         | 6          |                 | -               | -               |                    | -                  | -                  |             | -           | -           | 14     | 6      |
| Totale North Carolina | Totale North Carolina | Totale North Carolina | 76         | 17         |                 | 8               | 2               |                    | -                  | -                  |             | -           | -           | 84     | 19     |
| 2021                  | Memphis 901           | USLC                  | 27         | 2          |                 | -               | -               |                    | -                  | -                  |             | -           | -           | 27     | 2      |
| 2022                  | Kalju Nõmme           | ML                    | 0          | 0          |                 | -               | -               |                    | -                  | -                  |             | -           | -           | 0      | 0      |
| Totale carriera       | Totale carriera       | Totale carriera       | 112        | 19         |                 | 9               | 4               |                    | -                  | -                  |             | -           | -           | 121    | 23     |

### Cronologia presenze e reti in nazionale
| Cronologia completa delle presenze e delle reti in nazionale ― Trinidad e Tobago | Cronologia completa delle presenze e delle reti in nazionale ― Trinidad e Tobago | Cronologia completa delle presenze e delle reti in nazionale ― Trinidad e Tobago | Cronologia completa delle presenze e delle reti in nazionale ― Trinidad e Tobago | Cronologia completa delle presenze e delle reti in nazionale ― Trinidad e Tobago | Cronologia completa delle presenze e delle reti in nazionale ― Trinidad e Tobago | Cronologia completa delle presenze e delle reti in nazionale ― Trinidad e Tobago | Cronologia completa delle presenze e delle reti in nazionale ― Trinidad e Tobago |
| Data                                                                             | Città                                                                            | In casa                                                                          | Risultato                                                                        | Ospiti                                                                           | Competizione                                                                     | Reti                                                                             | Note                                                                             |
| -------------------------------------------------------------------------------- | -------------------------------------------------------------------------------- | -------------------------------------------------------------------------------- | -------------------------------------------------------------------------------- | -------------------------------------------------------------------------------- | -------------------------------------------------------------------------------- | -------------------------------------------------------------------------------- | -------------------------------------------------------------------------------- |
| 14-10-2019                                                                       | Caracas                                                                          | Venezuela                                                                        | 2 – 0                                                                            | Trinidad e Tobago                                                                | Amichevole                                                                       | -                                                                                | 74’                                                                              |
| 14-11-2019                                                                       | Portoviejo                                                                       | Ecuador                                                                          | 3 – 0                                                                            | Trinidad e Tobago                                                                | Amichevole                                                                       | -                                                                                | 80’                                                                              |
| 31-1-2021                                                                        | Orlando                                                                          | Stati Uniti                                                                      | 7 – 0                                                                            | Trinidad e Tobago                                                                | Amichevole                                                                       | -                                                                                | 56’                                                                              |
| 5-6-2021                                                                         | Nassau                                                                           | Bahamas                                                                          | 0 – 0                                                                            | Trinidad e Tobago                                                                | Qual. Mondiali 2022                                                              | -                                                                                | 46’                                                                              |
| 8-6-2021                                                                         | Santo Domingo                                                                    | Trinidad e Tobago                                                                | 2 – 0                                                                            | Saint Kitts e Nevis                                                              | Qual. Mondiali 2022                                                              | -                                                                                | 90’                                                                              |
| Totale                                                                           |                                                                                  | Presenze                                                                         | 5                                                                                |                                                                                  | Reti                                                                             | 0                                                                                |                                                                                  |